# Syzeuctus szilagysagiensis
Syzeuctus szilagysagiensis är en stekelart som beskrevs av Kiss 1926. Syzeuctus szilagysagiensis ingår i släktet Syzeuctus och familjen brokparasitsteklar. Inga underarter finns listade i Catalogue of Life.